# Heterotropus stuckenbergi
Heterotropus stuckenbergi är en tvåvingeart som beskrevs av Yeates 1991. Heterotropus stuckenbergi ingår i släktet Heterotropus och familjen svävflugor. Inga underarter finns listade i Catalogue of Life.